# 阿尔古诺沃农村居民点
阿尔古诺沃农村居民点（俄语：Аргуновское сельское поселение）是俄罗斯联邦沃洛格达州尼科利斯克区所属的一个农村居民点。其下辖有19个居民点，行政中心为阿尔古诺沃。据2015年统计，该农村居民点的人口为1021人。